# Kościół Przemienienia Pańskiego w Toporowie
Kościół Przemienienia Pańskiego – rzymskokatolicki kościół parafialny należący do dekanatu Wieluń - św. Wojciecha archidiecezji częstochowskiej należący do parafii św. Franciszka z Asyżu w Toporowie.

## Historia
Jest to świątynia murowana wybudowana z czerwonej cegły w latach 1987-1990. We wnętrzu znajduje się umieszczony nad ołtarzem obraz Jerzego Dudy-Gracza "Przemienienie Pańskie", namalowany w 1995 roku. Składa się z sześciu płócien i posiada wymiary 534 × 505 cm  i powierzchnię 25 metrów kwadratowych.
Kościół został zaprojektowany przez architekta Jolantę Gajewczyk. Budowy świątyni podjął się pierwszy proboszcz parafii, ksiądz Adam Borek. W dniu 16 kwietnia 1990 roku budynek został konsekrowany przez biskupa Stanisław Nowaka.